# Me atrevo a amarte
Me atrevo a amarte est une telenovela mexicaine produite par Televisa et diffusée entre le 24 février 2025 et le 22 juin 2025 sur Las Estrellas,.

## Synopsis
L’amour naissant entre Victoria et Alejandro, sur fond de passé tragique et vengeur. Il y a des années, Fernando Pérez-Soler a orchestré la persécution de la famille d’Alejandro, entraînant la mort de sa mère et la perte présumée de son cousin nouveau-né. Contraint de fuir avec sa tante Deborah, Alejandro y revient vingt-cinq ans plus tard, poussé par une soif de justice.
Ignorant la vérité, Alejandro tombe profondément amoureux de Victoria, ne soupçonnant jamais que sa famille est responsable de ses souffrances. Tiraillé entre le besoin de vengeance et ses sentiments grandissants pour elle, il fait face à une décision déchirante : mener à bien son plan de vengeance ou se rendre à l’amour qu’il a trouvé, tout en affrontant la douloureuse vérité qui se dresse entre eux.

## Distribution
- Kimberly Dos Ramos : Victoria Pérez-Soler Paz
- Rodrigo Guirao : Alejandro Sánchez-Guerra Méndez
- Marlene Favela : Déborah Méndez vda. de Monteiro
- Karyme Lozano : Diana Paz Aguilar
- Horacio Pancheri : Alito Buitron
- Mariluz Bermúdez : Marisol Pérez-Soler Paz
- Christian de la Campa : Ángel Monteiro
- Jackie Sauza : Lucrecia Monteiro
- César Évora : Valente Pérez-Soler / Fernando Pérez-Soler
- Rocío de Santiago : Paloma Pérez-Soler Paz
- Regina Villaverde : Mía Pérez-Soler Paz
- Paty Díaz : Carmen García
- Juan Pablo Gil : Gabino Mendoza García / Gabino Pérez-Soler Méndez
- Mauricio Aspe : Père Juan Diego
- Ignacio Guadalupe : Delfino Mendoza
- Arturo Lorca : Dr. Lorca
- Marco Uriel : Efrain Maldonado
- Vanessa de la Sotta : Ximena
- Adriana Parra : Evelia Romero
- Jorge Gallegos : Facundo Maldonado
- Fernando Manzano : Severino
- Víctor Hugo Villanueva : Juan Mendoza García
- Elaine Haro : Elisa Maldonado
- Naomi Hernández : Hilda Jiménez
- Arantza Ruiz : Ambar Sánchez-Guerra Méndez
- Sergio Madrigal : David Larios
- Emilio Palacios : DJ Max
- Mariano Soria : Jesús « Chuy »
- Luis Bayardo : Francisco « Panchito »
- Sergio Kleiner : Luis
- Rebeca Manríquez : Estrella « Estelita »
- Roberto Tello : Prieto
- Salvador Pineda : Dionisio Paz Chavarria
- Mimi Morales : Nydia
- Thelma Madrigal : Ivana
- Moisés Peñaloza : Ramón
- Francisco Rubio : Ventarrón
- José Manuel Lechuga : Clemente
- Tamara Viandas : Xóchtil
- Iván Raday : Isidro
- Camila Vázquez : Romina Monteiro
- Danna García : Olivia Aguilar de Paz
- Mark Tacher : Valente Pérez-Soler (jeune)
- Lisset : Crisanta Méndez

## Production
Le 25 octobre 2024, Me atrevo a amarte a été annoncé comme titre de la prochaine télénovela de Salvador Mejía Alejandre. Le 5 novembre 2024, Marlene Favela a été annoncée comme l'antagoniste de la telenovela. Une semaine plus tard, Kimberly Dos Ramos et Rodrigo Guirao ont été confirmés dans les rôles principaux. Pendant le reste du mois, Mejía a annoncé des noms de casting supplémentaires sur ses pages de médias sociaux, notamment Horacio Pancheri, Mariluz Bermúdez, Christian de la Campa, Karyme Lozano et César Évora. Le 25 novembre 2024, Danna García a joué un rôle d'invité. Le tournage de la télénovela a débuté le 3 décembre 2024. 

## Diffusion
- Las Estrellas (2025)

## Autres versions
- Asi (Kanal D, 2007-2009)